# Allobunus
Allobunus is een geslacht van hooiwagens uit de familie Triaenonychidae.
De wetenschappelijke naam Allobunus is voor het eerst geldig gepubliceerd door Hickman in 1958. 

## Soorten
Allobunus is monotypisch en omvat slechts de volgende soort:
- Allobunus distinctus